# 東京モノレール10000形電車
東京モノレール10000形電車（とうきょうモノレール10000がたでんしゃ）は、東京モノレールのモノレール電車。2014年（平成26年）7月18日より営業運転を開始した。

## 概要
老朽化した1000形の後継車両として製造された。東京モノレールでは2000形以来17年ぶりとなる新形式車両で、「スマートモノレール」をコンセプトに設計した。構成は電動車4両、付随車2両の6両編成。モノレール車両では初めての採用となる、車幅灯（前照灯ケースに収納し、青色に点灯）を設置している。
車両構体はアルミニウム合金（A-train）製で、モノレール車両では大きな軽量化が求められることから、シングルスキン構造とダブルスキン構造を組み合わせたハイブリッド構体を採用している。構体の溶接には摩擦攪拌接合（FSW）を採用することで、歪（ひずみ）が少なく、無塗装の車体を実現している。車体装飾は「沿線の特徴である豊かな緑をイメージしたグリーン」、「空と水をイメージしたスカイブルーとブルーをグラデーションで帯状に配したカラーリング」をカラーフィルムで貼り付けている。

## 車内
車内は白色内板を基本とし、妻面壁には黄色を配した。床敷物はグレー色を基本としながら、出入り口部には視認性の高い黄色とした。側窓ガラスにはUVカットガラスを採用しており、開閉可能な下降窓を増やすことで換気性能を向上させた。座席横の袖仕切板、荷物棚、車両間の貫通扉に強化ガラスを採用することで、開放感を感じさせるものとしている。また、海外からの旅行客に、「『和』のおもてなしを演出するデザイン」を取り入れている。
座席レイアウトはロングシートとクロスシートを組み合わせたセミクロスシート配置で、一般席の座席表地は青色で青海波模様を採用している。座席レイアウトは先頭車と中間車で異なる。先頭車では1000形以来となる乗務員室直後の前向き展望席構造を採用し、低床部はロングシート構造、中間車の低床部では海側の景色を楽しめるよう海側にボックスタイプのクロスシートを配置し、山側にロングシートを配置している。各車両の連結面寄り（台車収納部の高床部）では背中合わせのロングシートと1人掛けの簡易クロスシートを配置している。このほか、各車両に旅行客用の大型荷物置き場を配置し、これは荷物を持ち上げることなく収納できるよう配慮されている。
各車両には優先席を3席配置しており、座席表地を緑色として区分、黄色の手すりを設置している。車椅子スペースは両先頭車に配置しており、安全手すりと非常通報装置、車いす固定用ベルトを設置している。
車内照明にはLED照明を採用しており、照明の保護カバーには和紙柄を採用した。各車両間の貫通扉には富士山、五重塔、扇子、盆栽など、日本を象徴するアイコンを表記している。各車両に車内Wi-Fiを備えている。
冷房装置は能力20.34 kW（17,500kcal/h）の集約分散式を2台搭載している（1両あたり40.7 kW（35,000kcal/h））。

### 旅客案内装置
車内案内表示器は各ドア上部に17インチワイド液晶ディスプレイ画面（LCD）を1基搭載しており、画面は日本語、英語、中国語、朝鮮語の4か国語に対応している。将来の拡張に備えて2画面化の準備工事がされている。ドア上部鴨居部には、ドア開閉表示灯を配置している。これは一般的なドア開閉時に赤色が点滅する機能に加えて、駅接近時に青色でドア開方向を予告点灯する機能を備えている。
車両側面にはフルカラーLED方式の行先表示器を設置している。

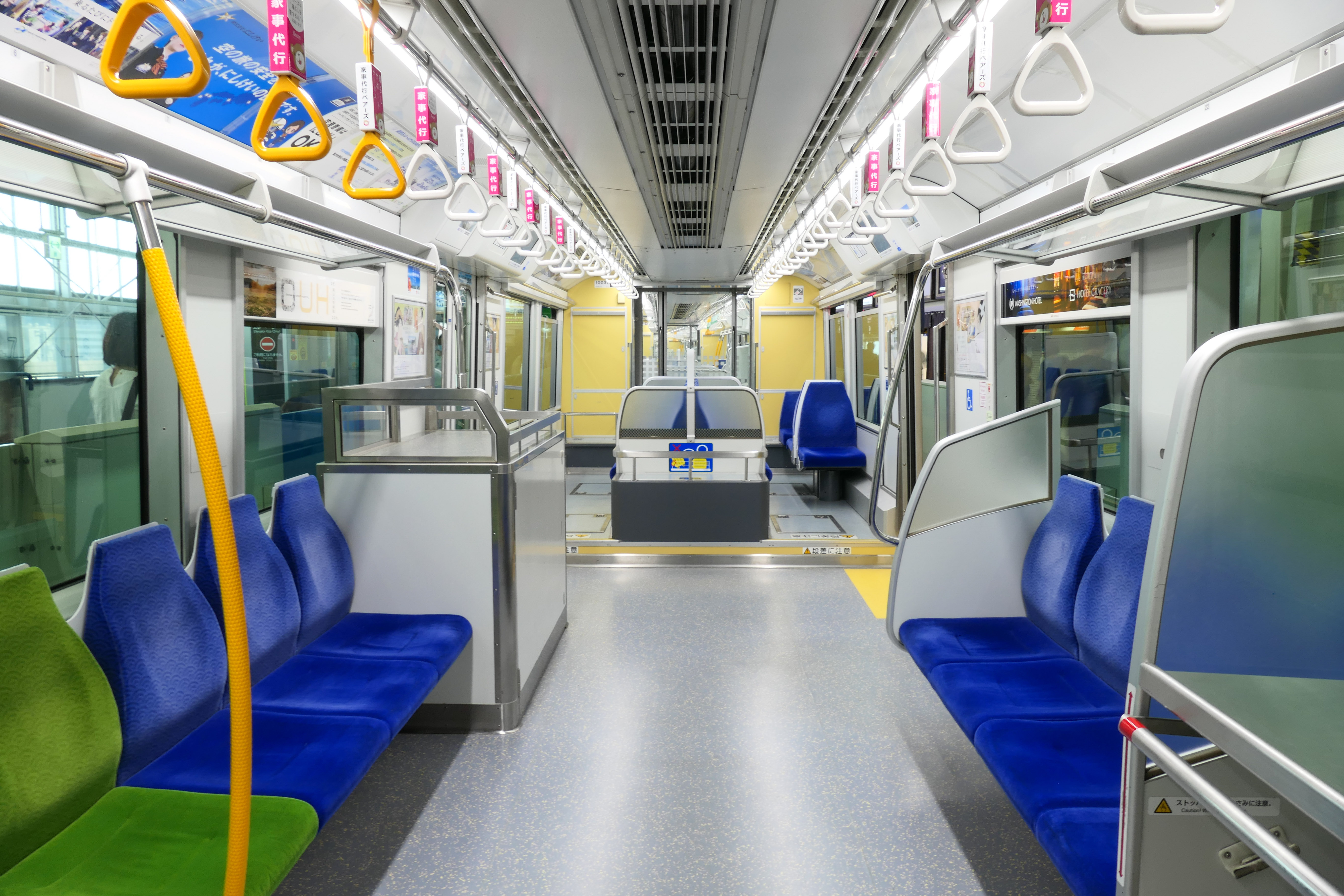
車内
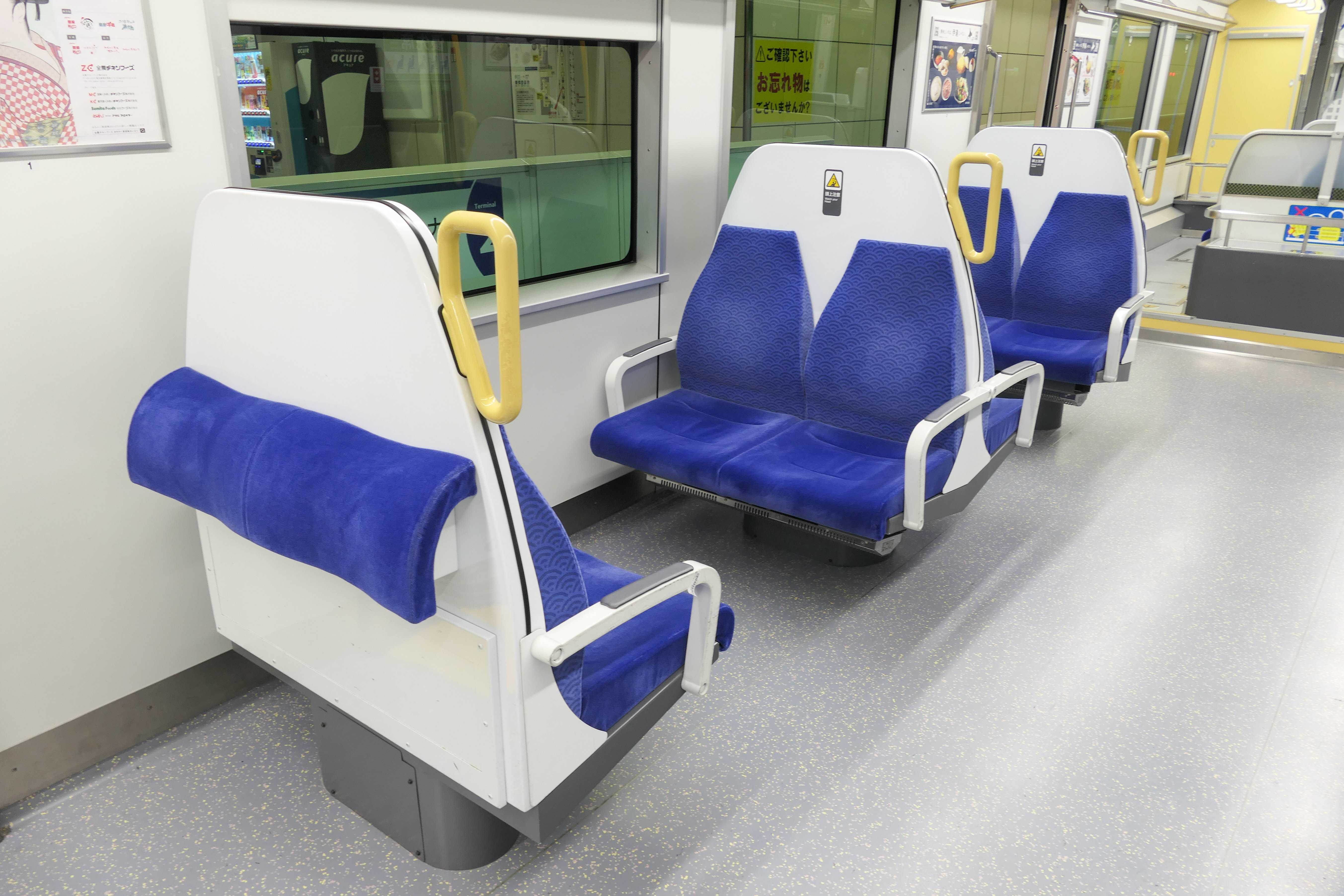
クロスシート部分

## 乗務員室

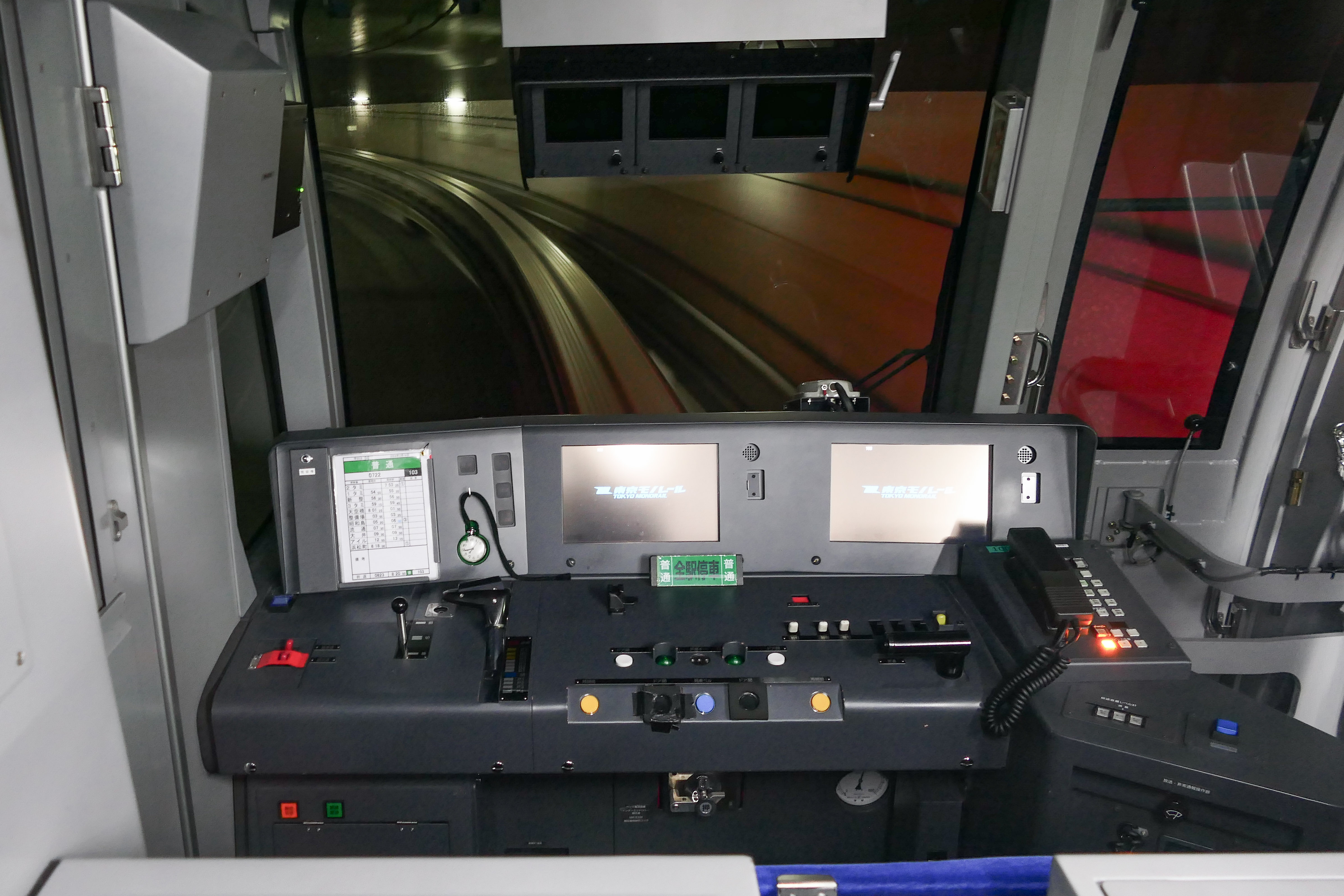
運転台

乗務員室はワンマン運転に対応した機器配置となっている。計器盤はアナログ式の計器類や表示灯を廃し、これらを液晶ディスプレイ（LCD）2基に表示するグラスコックピット方式を採用した。通常は、左側の画面を車内信号式速度計、圧力計、ノッチ表示、保安表示灯などを表示し、右側の画面はATIの機器動作表示画面として使用する。
主幹制御器は左手操作形ワンハンドル式を採用した。

## 走行機器など
制御装置は低損失形IGBT素子（1,700V - 1,200A）を使用した日立製作所製の2レベルVVVFインバータ制御を採用した。装置はベクトル制御・全電気ブレーキの採用により、1000形よりも消費電力を約40%削減できるものである（スペクトラム拡散制御・1C2M2群制御）。パワーユニットの冷却にはヒートパイプ冷却方式を採用しているが、モノレールの車両構造上、十分な冷却能力を期待できないことから、下部に冷却用の送風機を設けている。
補助電源装置はIGBT素子を使用した富士電機製（CDA137形）の静止形インバータ（SIV・定格出力124kVA）を編成で2台搭載している。空気圧縮機はドイツ・クノールブレムゼ社製で潤滑油が不要なオイルフリーレシプロ式空気圧縮機（VV120-T形・吐出量1,000L/min）編成で2台搭載している。
車両情報制御装置には日立製作所が開発したATIシステム（イーサネットATI）を採用した。車両間伝送路にイーサネットケーブルを使用することで、100Mbpsの大容量高速通信を行っている。伝送ケーブルなどは、ドイツ・ハーティング製のイーサネットシステムが採用されている。
ATIの主な機能は以下の通りである。
- 運転制御機能（マスコンやブレーキなど制御指令の伝送）
- 速度計メータ表示機能（運転台への速度・信号情報などの表示）
- 補機制御機能（空調装置や室内灯の制御）
- 案内制御（車内案内表示、自動放送等の制御）
- 故障表示、処置ガイダンス
- 検修機能（出庫点検、車上検査、試運転情報の記録）
- 停車駅通過防止機能

## 編成
2022年6月現在、6両編成8本（48両）が在籍している。
|                 | ← モノレール浜松町羽田空港第2ターミナル → | ← モノレール浜松町羽田空港第2ターミナル → | ← モノレール浜松町羽田空港第2ターミナル → | ← モノレール浜松町羽田空港第2ターミナル → | ← モノレール浜松町羽田空港第2ターミナル → | ← モノレール浜松町羽田空港第2ターミナル → | 搬入時期   | 備考                                           |
| 号車            | 1                                         | 2                                         | 3                                         | 4                                         | 5                                         | 6                                         | 搬入時期   | 備考                                           |
| 種別            | Tc1                                       | M1                                        | M2                                        | M3                                        | M4                                        | Tc2                                       | 搬入時期   | 備考                                           |
| 搭載機器        | SIV,CP                                    | VVVF                                      | VVVF                                      | VVVF                                      | VVVF                                      | SIV,CP                                    | 搬入時期   | 備考                                           |
| --------------- | ----------------------------------------- | ----------------------------------------- | ----------------------------------------- | ----------------------------------------- | ----------------------------------------- | ----------------------------------------- | ---------- | ---------------------------------------------- |
| 第1編成・10011F | 10011                                     | 10012                                     | 10013                                     | 10014                                     | 10015                                     | 10016                                     | 2014年03月 |                                                |
| 第2編成・10021F | 10021                                     | 10022                                     | 10023                                     | 10024                                     | 10025                                     | 10026                                     | 2014年12月 |                                                |
| 第3編成・10031F | 10031                                     | 10032                                     | 10033                                     | 10034                                     | 10035                                     | 10036                                     | 2015年03月 | 「キキ&ララ モノレール」トゥインクルツアー編成 |
| 第4編成・10041F | 10041                                     | 10042                                     | 10043                                     | 10044                                     | 10045                                     | 10046                                     | 2016年02月 | 開業60周年記念 開業時塗色編成                  |
| 第5編成・10051F | 10051                                     | 10052                                     | 10053                                     | 10054                                     | 10055                                     | 10056                                     | 2016年10月 |                                                |
| 第6編成・10061F | 10061                                     | 10062                                     | 10063                                     | 10064                                     | 10065                                     | 10066                                     | 2018年02月 |                                                |
| 第7編成・10071F | 10071                                     | 10072                                     | 10073                                     | 10074                                     | 10075                                     | 10076                                     | 2019年03月 |                                                |
| 第8編成・10081F | 10081                                     | 10082                                     | 10083                                     | 10084                                     | 10085                                     | 10086                                     | 2021年02月 |                                                |

凡例
- VVVF - 主制御装置
- SIV - 静止形インバータ（補助電源装置）
- CP - 空気圧縮機

## 運用
2014年7月18日から定期運用を開始し、2000形・1000形とともに、空港快速・区間快速・普通の種別を問わず共通運用されている。